# Registre national des lieux historiques dans le comté de Lassen

Localisation du comté de Lassen en Californie

Ceci est la liste des lieux historiques inscrits sur le registre national dans le comté de Lassen en Californie.
C'est censé être une liste exhaustive des propriétés et des districts des  lieux historiques du registre national dans le comté de Lassen, en Californie. Les coordonnées de latitude et longitude sont fournies pour la plupart des propriétés et les districts du registre national ; ces localisations peuvent être aperçus sur Google Map.
Il y a 7 propriétés et districts répertoriés sur le registre national dans le comté.

## Liste actuelle
| Position | ID       | Type | Nom                                     | Localisation                                      | Ville         | Date d'inscription | Image | Coordonnées                          | Description                      |
| -------- | -------- | ---- | --------------------------------------- | ------------------------------------------------- | ------------- | ------------------ | ----- | ------------------------------------ | -------------------------------- |
| 1        | 03001356 | NRHP | Bruff's Rock Petroglyph Site            | Adresse restreinte                                | Susanville    | 2 janvier 2004     |       |                                      |                                  |
| 2        | 97001659 | NRHP | Lassen County Court House (en)          | Courthouse Square                                 | Susanville    | 23 janvier 1998    |       | 40° 24′ 59″ nord, 120° 39′ 45″ ouest |                                  |
| 3        | 75000222 | HD   | Nobles Emigrant Trail                   | E of Shingletown in Lassen Volcanic National Park | Shingletown   | 3 octobre 1975     |       | 40° 32′ 50″ nord, 121° 25′ 29″ ouest | S'étend dans le comté de Shasta. |
| 4        | 74000516 | NRHP | Roop's Fort (en)                        | N. Weatherlow St.                                 | Susanville    | 2 mai 1974         |       | 40° 25′ 08″ nord, 120° 39′ 20″ ouest |                                  |
| 5        | 05000596 | NRHP | Standish Hall (en)                      | 718-820 US 395 E                                  | Standish (en) | 17 juin 2005       |       | 40° 21′ 54″ nord, 120° 25′ 17″ ouest |                                  |
| 6        | 01000332 | NRHP | Susanville Railroad Depot (en)          | 461 Richmond Rd.                                  | Susanville    | 5 avril 2001       |       | 40° 24′ 42″ nord, 120° 39′ 31″ ouest |                                  |
| 7        | 78000677 | HD   | Willow Creek Rim Archeological District | Adresse restreinte                                | Litchfield    | 21 décembre 1978   |       |                                      |                                  |